# 1963 en France
Chronologie de la France
- 1959
- 1960
- 1961
- 1962
- 1963
- 1964
- 1965
- 1966
- 1967

Cet article présente les faits marquants de l'année 1963 en France.

## Événements

### Janvier
- 2 janvier : Le général de Gaulle donne audience à l’ambassadeur de Grande-Bretagne, Pierson Dixon, qui aborde la proposition des États-Unis d’étendre à la France les accords de Nassau[1].
- 7 janvier : dernière représentation du cirque Medrano[2].
- 14 janvier : lors d’une conférence de presse à l’Élysée, le général de Gaulle rejette la candidature du Royaume-Uni au Marché commun et la création d’une force nucléaire multilatérale proposée par les États-Unis[3].

- 15 janvier : lois no  63-22 et 63-23 créant la Cour de sûreté de l’État[4]. Constituée de trois magistrats et deux officiers généraux, sa mission est de juger, en temps de paix, les crimes et les délits portant atteinte à la sûreté intérieure et extérieure de l'État, comme l'espionnage et le terrorisme.
- 22 janvier : signature du traité de l’Élysée d’amitié entre le président français Charles de Gaulle et le chancelier de l’Allemagne fédérale Konrad Adenauer[3].
- 28-29 janvier : conférence de Bruxelles. Sous la pression de la France, les six pays de la CEE ajournent sine die les négociations sur l’adhésion du Royaume-Uni[3].

### Février
- 14 février : création de la DATAR, visant à décentraliser les entreprises[5].

### Mars

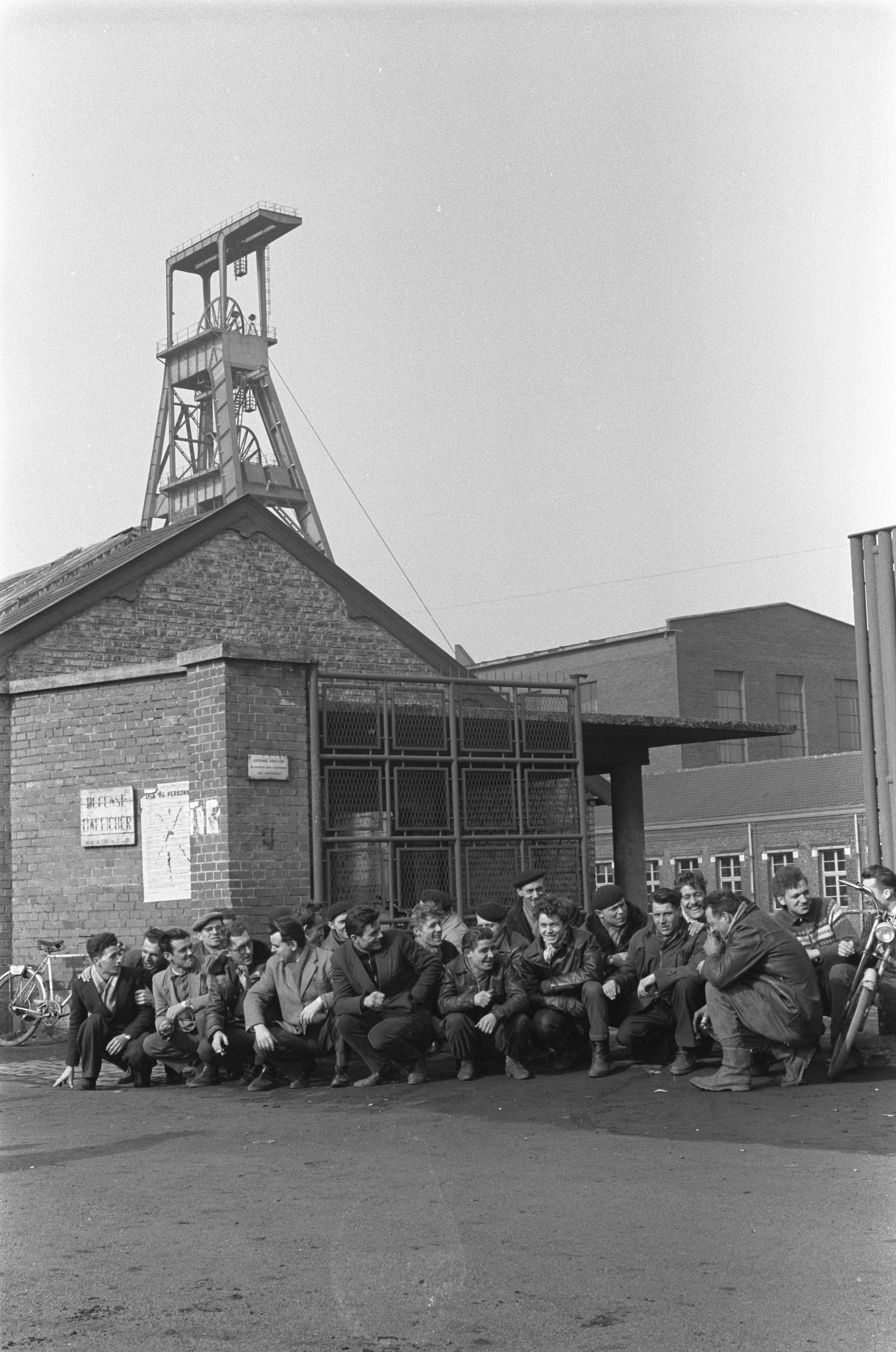
Grève des mineurs, assis devant l'entrée de la mine de Condé.

- 1er mars - 4 avril : grande grève des mineurs. Malaise sur une possible restructuration du métier, devant les difficultés économiques. Après 35 jours de conflit très suivi, le gouvernement Pompidou finit par céder en accordant des augmentations de salaires, mais aussi l’ouverture de discussions sur la quatrième semaine de congés payés et sur la durée du travail[6].
- 4 mars : Jean Bastien-Thiry est condamné à mort par la Cour militaire de justice pour avoir dirigé l'attentat manqué du Petit-Clamart contre le général de Gaulle. Il est fusillé le 11 mars au fort d'Ivry[7].
- 15 mars : loi fiscale instaurant une imposition sur les plus-values immobilières[8].

### Avril
- 4 avril : le réacteur nucléaire Pégase entre en service à Cadarache[9].
- 5 avril[10] : Maurice Béjart remporte un grand succès au théâtre des Champs-Elysées en adaptant Les Contes d'Hoffmann[11].

### Juin
- 15 juin : ouverture du premier hypermarché à Sainte-Geneviève-des-Bois, dans l'Essonne ; il s'agit d'un Carrefour[12].
- 18 juin : création de la mission Racine (mission interministérielle pour l'aménagement touristique du littoral Languedoc Roussillon)[13].
- 21 juin : la flotte française de l'Atlantique se retire du commandement intégré de l'OTAN[14].
- 22 juin : nuit de « Salut les Copains », place de la Nation à Paris, organisé par Jacques Goddet, directeur général du Tour de France, en collaboration avec la station de radio Europe 1 pour marquer le départ du 50e Tour de France. Des concerts gratuits de Sylvie Vartan, Johnny Hallyday, Eddy Mitchell, Richard Anthony, Franck Alamo et des Chats sauvages rassemblent 150 000 jeunes. En fin de nuit, des « bandes de blousons noirs » provoquent quelques incidents : destruction accidentelle de mobilier urbain, pillage d’un kiosque à journaux, voitures renversés, agression d’un gardien de la paix et agression sexuelle d’une jeune fille, conduite à l’hôpital Rothschild. Le lendemain la presse de droite condamne les débordements. Paris-Presse titre « Salut les voyous »[15],[16].
- 25 juin : Bourvil enregistre La Tendresse avec l’orchestre de Jerry Mengo, chanson écrite par Noël Roux, composée par Hubert Giraud[17].

### Juillet
- 6 juillet : création du parc national de la Vanoise en Savoie[18].
- 14 juillet : quatrième victoire de Jacques Anquetil dans le Tour de France cycliste [19].
- 18 juillet : le rapport Jeanneney sur la coopération est remis au gouvernement[20].
- 29 juillet : lors d’une conférence de presse, Charles de Gaulle rejette la proposition américaine de fournir à la France les renseignements sur les tests nucléaires atmosphériques américains. Le 4 août, il confirme à Washington le refus de la France de signer le traité de Moscou sur les essais nucléaires[1].
- 31 juillet :
  - loi réglementant les grèves dans les services publics ; les « grèves surprises », les « grèves tournantes », les « grèves du zèle » sont interdites[21].
  - rectification des limites des communes de Rueil-Malmaison et de La Celle-Saint-Cloud par arrêté du préfet de Seine-et-Oise[22].

### Août
- 1er-6 août : violents orages dans le Sud-Ouest[23].
- 3 août : mesures Fouchet de réforme de l’enseignement : création des Collèges d'enseignement secondaire (CES)[24].
- 12 août : un Vickers Viscount de la compagnie française Air Inter s'écrase à Tramoyes (Ain) lors de son approche de l'aéroport de Lyon-Bron, faisant 17 morts[25].

### Septembre
- 12 septembre : Le ministre des finances Valéry Giscard d'Estaing présente en Conseil des ministres son plan de stabilisation, visant à lutter contre l'inflation par une restriction des crédits, un blocage des prix et un contrôle des changes[26].
- 15 septembre : banquet des « 1 000 » ; 1 200 hommes politiques d'opposition (des communistes au centre-droit) se retrouvent lors d'un repas[11].
- 19 septembre : L'Express annonce la candidature de « Monsieur X » (Gaston Defferre) à l'élection présidentielle[27].

### Octobre

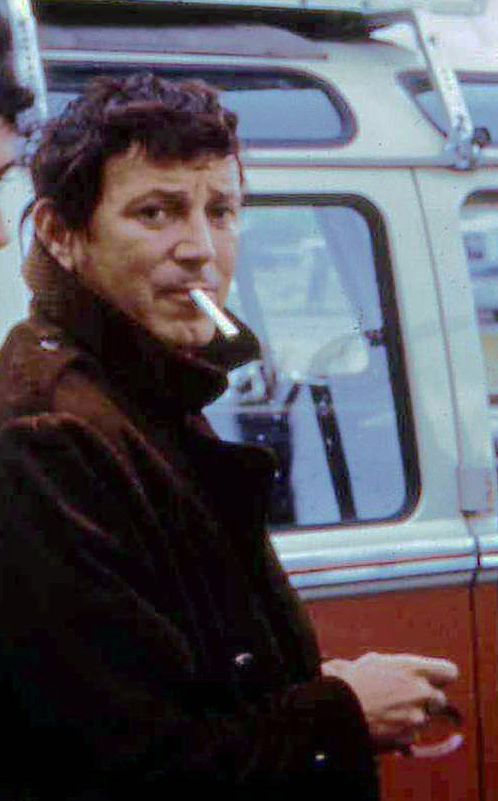
Gene Vincent à Cherbourg en 1967.

- Gene Vincent à Cherbourg en 1967.11 octobre : mort de Jean Cocteau et de Édith Piaf[28].
- Octobre 1963 : Tournée française à succès de Gene Vincent (chanteur américain, chanteur de Be-Bop-A-Lula)
- 14 octobre-31 décembre : grande grève des mineurs de Trieux qui occupent le fond de la mine pendant 79 jours afin de protester contre sa fermeture. Ils obtiennent le droit de rester dans leur logements et un plan de reconversion[29].
- 15 octobre : un décret ramène à 16 mois la durée du service militaire et reconnait le statut d'objecteur de conscience[30].
- 16 octobre : sortie de Peau de banane, film franco-italien de Marcel Ophüls[31].

### Novembre
- 1er novembre : lancement du magazine mensuel Lui par Daniel Filipacchi et Franck Ténot. Valérie Lagrange pose en couverture[32].
- 27 novembre : manifestation contre la force de frappe organisée par la Communauté de l'Arche et la Fédération française contre l'armement atomique (FFCA) [11].

### Décembre

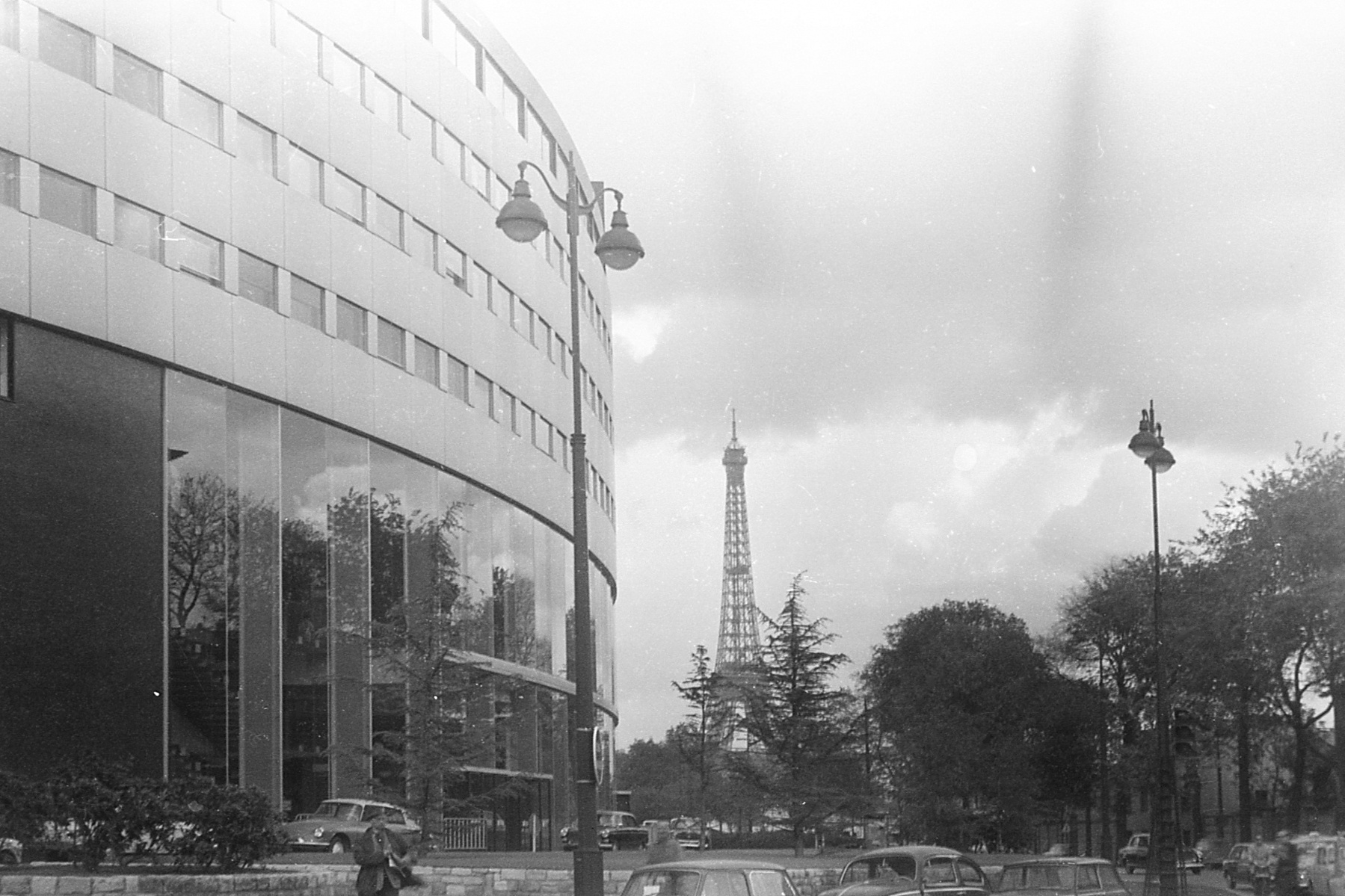
La maison de la Radio vers 1963.

- Jean Ferrat sort son troisième album chez Barclay qui contient la chanson éponyme Nuit et brouillard[33].
- 3 décembre : création de l'ordre national du Mérite[34].
- 14 décembre :
  - création du parc national de Port-Cros[35].
  - inauguration de la maison de la Radio[36].
- 31 décembre : accord franco-portugais qui permet l'immigration portugaise en France[37].

## Naissances en 1963
- 6 janvier : Philippe Perrin, spationaute français
- 4 février : Béatrice Hammer, écrivain français
- 9 février : Lolo Ferrari, actrice française († 5 mars 2000)
- 24 février : Laurent Ruquier, animateur radio et télé français
- 6 avril : Pauline Lafont, actrice française († 11 août 1988).
- 8 mai :
  - Michel Gondry, réalisateur français
  - Laurence Boccolini, animatrice de radio et télévision Française
- 18 mai : Bernard Gabay, acteur français spécialisé dans le doublage
- 19 mai : Sophie Davant, journaliste française
- 30 mai : Élise Lucet, journaliste et présentatrice de télévision française.
- 12 juin : Philippe Bugalski, Pilote de rallye français († 10 août 2012)
- 4 juillet : Henri Leconte, joueur de tennis français
- 10 juillet : Ronan Pensec, coureur cycliste français
- 14 août :
  - Emmanuelle Béart, actrice française
  - Christophe Arleston, scénariste français (séries : Lanfeust, Trolls de Troy…)
- 5 octobre : Sophie Favier, actrice et animatrice française.
- 14 octobre : Frédéric Lefebvre, homme politique et chef d'entreprise français
- 16 octobre : Élie Semoun, humoriste français
- 28 octobre : Isabelle Giordano, journaliste, animatrice de télévision et de radio française
- 5 novembre : Jean-Pierre Papin, footballeur
- 7 novembre : Franck Dubosc, humoriste français
- 14 novembre : Stéphane Bern, journaliste, français
- 16 novembre : Antoine Kombouaré, joueur puis entraîneur de football, français
- 4 décembre : 
  - Françoise Cadol, actrice française de doublage
  - Karim Belkhadra, acteur français.

## Décès en 1963
- 30 janvier : Francis Poulenc, compositeur français (° 1899).
- 19 février : Gaston Garchery, acteur français.
- 28 mars : Antoine Balpêtré, acteur français.
- 29 mars : Henry Bordeaux, avocat, romancier et essayiste français (° 25 janvier 1870).
- 8 juin : Gaston Ramon, scientifique français, découvreur du vaccin Antidiphtérique (° 1886).
- 9 juin : Jacques Villon (Gaston Duchamp), peintre et graveur français.
- 21 juillet : André Alexandre Verdilhan, sculpteur et peintre français (° 14 mars 1881).
- 23 août : Willem van Hasselt, peintre français (° 3 septembre 1882).
- 31 août : Georges Braque, peintre français (° 1882).
- 4 septembre : Robert Schuman, père de l'Europe.
- 11 octobre :
  - Édith Piaf, chanteuse française (° 19 décembre 1915).
  - Jean Cocteau, écrivain, cinéaste et dessinateur français (° 5 juillet 1889).
- 14 décembre : Marie Marvingt, athlète, aviatrice, pionnière des évacuations sanitaires (° 1875).
- 24 décembre, André Léveillé, peintre français (° 9 mai 1880).